# 興隆三角蛛
興隆三角蛛（学名：Hyptiotes xinlongensis）为蟱蛛科三角蛛属的动物，目前僅見於中國甘肅，模式產地位於興隆山，因而得名。